# オマール・アサード
- オマール・アサード
- オマル・アサド

オマール・アンドレス・アサード（Omar Andrés Asad、1971年4月9日 - ）は、アルゼンチン・ブエノスアイレス出身の元サッカー選手、サッカー指導者。ポジションはフォワード。

## 経歴
18クラブの入団テストに不合格になった後CAベレス・サルスフィエルドに入団した。1992年にトップチームデビューを果たし、1994年にはコパ・リベルタドーレスでは6得点を挙げて優勝に貢献すると、インターコンチネンタルカップでのACミランとの対戦ではチームの2点目を奪いMVPに選出された。翌1995年にはアルゼンチン代表デビューを果たし2試合に出場したが、同年の試合でゴールを決めた際に相手ゴールキーパーとの接触で膝の靭帯を断裂し、1997年に26歳という若さで実質的な引退状態となった後2000年に正式に現役を引退した。

## その他
現役時代の体重は90kgを超えることがあった。
ボカ・ジュニアーズから2度オファーを受けたがベレスに残留した。
息子はサッカー選手のジャミル・アサド。

## タイトル
ベレス・サルスフィエルド
- プリメーラ・ディビシオン： 1993後期リーグ, 1995前期リーグ, 1996後期リーグ, 1998後期リーグ
- コパ・リベルタドーレス : 1994
- インターコンチネンタルカップ : 1994
- コパ・インテルアメリカーナ : 1994
- レコパ・スダメリカーナ : 1997
- スーペルコパ・スダメリカーナ : 1996

個人
- インターコンチネンタルカップMVP : 1994